# Минданао
 За морето с това име вижте Море Минданао.  
Минданао (на тагалог: Pulong Mindanaw) е остров в Тихи океан, вторият най-голям остров на Филипините. Най-големият му град е Давао (1 632 991 души). Според данни от преброяването през 2010 г. островът се населява от 20 281 545 души. Около 70% от населението са християни, а 20% са мюсюлмани. Островът е разделен на 6 региона: Полуостров Замбоанга, Северен Минданао, Карага, Давао, СОККСКСАРХЕН и Автономен регион в Мюсюлмански Минданао. Коренното население включва етническите групи лумади и моро.
Минданао се счита за най-големия производител на храни във Филипините. Осем от десетте най-изнасяни селскостопански стоки на Филипините идват от острова.

## География

### Географско положение, брегове
Остров Минданао е разположен в южната част на Филипинския архипелаг. Площта му е 97 530 km², което го прави 20-ият по големина в света. На север от него са островите Негрос, Сикихор, Себу, Бохол, Лейте, Панаон, Динагат, Сиаргао и др., на югозапад, продължение на полуостров Замбоанга са островите Сулу, а на юг – островите Сарангани. Минданао има сложна конфигурация, изобилстваща с големи заливи и тесни и дълги полуострови. На север се мие от водите на море Минданао, на изток – от водите на Филипинско море, на юг – от водите на море Сулавеси, а на запад – от водите на море Сулу. По крайбрежието на море море Минданао са разположени заливите Бутуан, Хингоог, Макахалар и Илиган; по крайбрежието на море море Сулу – големия полуостров Замбоанга и залива Синданган; по крайбрежието на море Сулавеси – заливите Сибугей, Думанкилас и Илияна, всички части от големия залив Моро и залива Сарангани; по крайбрежието на Филипинско море – заливите Лануса, Лианга, Бислиг, Майо, Пухада и Давао.

### Релеф, геоложки строеж, полезни изкопаеми
Релефът на острова е разнообразен, като се редуват обширни и високи вулканични масиви – Диуата (2012 m), Каатоан (2896 m), Раганг (1842 m), Дапиан (2566 m), Буса (2064 m), Матутум (2293 m), Апо (2954 m, най-високата точка на острова и на Филипините), Тагубуд (2651 m) и др., две големи низини – долините на реките Минданао и Агусан и множество малки крайбрежни равнини. Изграден е от шисти, пясъчници, варовици и базалти. Регионът е сеизмично активен и има няколко действащи вулкана. Разработват се находища на въглища, желязна руда и руди за цветни метали.

### Климат, води, растителност
Климатът е субекваториален, мусонен, на юг – екваториален. Годишните температури в равнините са около 25 – 28 °C, а валежите са от 1000 (на п-ов Замбоанга) до над 4000 mm (по източното крайбрежие) годишно. Най-големите реки на острова са Минданао, Агусан, Катгасан, Либуганон, Кагаян, Таголоан, Сибугей. Има множество езера, като най-големи са Ланао, Майнит и Булуан. Покрит е с тропични мусонни гори, съставени от диптерокарпови, пандануси, палми нипа и др., а по крайбрежието на места са развити мангрови гори.